# Favaro Veneto
Favaro Veneto is een plaats (frazione) in de Italiaanse gemeente Venezia.

## Geboren
- Marco Malagò (30 december 1978), voetballer